# Дагестанская литература
Дагестанская литература — часть культуры народов Дагестана, а также мировой литературы. Литература народов Дагестана развивается на аварском, даргинском, кумыкском, лезгинском, лакском, ногайском, табасаранском, татском и русском языках.
Каждая из этих литератур складывалась своеобразно — в зависимости от социально-экономического и культурного развития того или иного народа, однако все они обладают общими чертами, возникшими в многовековом процессе консолидации народов Дагестана. Богатое устное народное творчество дагестанцев — эпические и лирические песни, сказки, предания и легенды, пословицы и поговорки — отражает историю народов Дагестана. Лакская песня «Парту Патима», повествующая о борьбе против татаро-монгольских захватчиков в XIII—XIV вв., аварская песня «О разгроме Надиршаха», в которой показана сплоченность горцев в борьбе против иран. завоевателей, проникших в глубь страны в сер. XVIII в. В сказках народов Дагестана, в героическом эпосе, в исторических песнях встречаются мотивы песен и сказок народов Сев. Кавказа, Азербайджана, Грузии, Восточной Европы, а также Средней Азии и Ближнего Востока.

## История дагестанской литературы
С VII века дагестанская культура находилась под влиянием арабо-мусульманской традиции.
В X веке широкое распространение получили жанры религиозной литературы на арабском, турецком и персидском языках: агиографические памятники («История Абу Муслима»), хроники («Дербеннаме», «История Дербента и Ширвана»), мевлюты (о жизни пророка Мухаммеда), назидательные произведения и так далее.
Начиная с XVIII века в аварской, а затем и в других литературах на основе арабской графики сформировалась система письма (Аджам).
В конце восемнадцатого — начале одиннадцатого веков влиятельная арабоязычная традиция постепенно сменилась поэтическим творчеством на национальных языках. В качестве примеров литературных представителей этого периода можно назвать кумыков Эндерейли мама Гиши, Яхсайли Юсиф Кади; Табасаран Калук Мирза, Гаджи Саид Зирдаглы; ногайцев Саркабая Крымлы, Исмаила Мажарлы; татов Илишайгу Бен Шомойлу, Ливи Бен Мишинаг Диму и др. В этот период широкое распространение получила устная поэзия, тесно связанная с фольклором. Во второй половине XIX века начали формироваться национальные литературы, а именно поэзия аварцев, даргинцев и лезгин. Значительную роль в формировании жанров прозы сыграли очерки дагестанских просветителей. В литературе начала XX века преобладала острая социальная проблематика, звучали призывы к обновлению традиционной формы быта.
Первая типография в Дагестане была создана в 1902 году в Темир-Хан-Шуре, а хозяином типографии выступил Магомед-Мирза Мавраев.
В 1930-е годы сформировался жанр романа. Развивалась литературная критика. В послевоенной прозе важное место занимали романы Керимова. Важнейшее лицо в дагестанской литературе второй половины XX века Расул Гамзатович Гамзатов.
Ведущее место в дагестанской литературе послевоенного периода принадлежало поэзии. Особое место в послевоенной поэзии заняла поэма Гамзата Цадасы «Сказание о чабане» (1950 г.) в которой автор повествует о горской семье Хирачевых. Поэма была переведена на русский и другие языки народов Советского Союза и других стран. В 1950 г. творчество народного поэта Дагестана Гамзата Цадасы было отмечено Сталинской премией второй степени, а сам поэт был избран депутатом Верховного Совета СССР. Стихи, посвященные актуальным темам послевоенного развития Дагестана, принадлежали перу
целой плеяды поэтов Анвару Аджиеву, Юсупу Хаппалаеву, Рашиду Рашидову, Машидат Гаирбековой, Даниилу Атнилову и др.
В 90-е годы XX века продолжали создавать высокохудожественные произведения такие известные дагестанские мастера художественного слога дагестанских народов, как Расул Гамзатов, Фазу Алиева, Магомед Атабаев («Звезды в сердце», «Слава Богу»), Юсуп Хаппалаев («Удавшаяся песня», «Горячее сердце друга», «Семена ложатся в борозду», «Избранное»), Муталиб Митаров, («Воскрешение: Стихотворения и поэмы»), Магомед-Расул Расулов («Ясновидящий дурак», «Отец пророка»), Камал Абуков («Разноязычное единство: обретения и потери (Национальные литературы в системе взаимосвязей и поиске собственных путей развития)», «Поэзия Р. Гамзатова в контексте нравственных исканий XX столетия»), Марина Ахмедова («Равноденствие», «Ностальгия»), Арбен Кардаш ("Ночные лица", "Дым Отечества", "Меж восходом и закатом") и др. Не всех авторов печатали так активно, как Р. Гамзатова и Ф. Алиеву. Тем не менее, литературный процесс не останавливался, появлялись новые имена поэтов и прозаиков. В 90-е годы XX века ярко проявился талант поэтов Ахмеда Муталимовича Джачаева, Бадрутдина Магомедова, Арбена Кардаша.